# اسفنج‌خوار

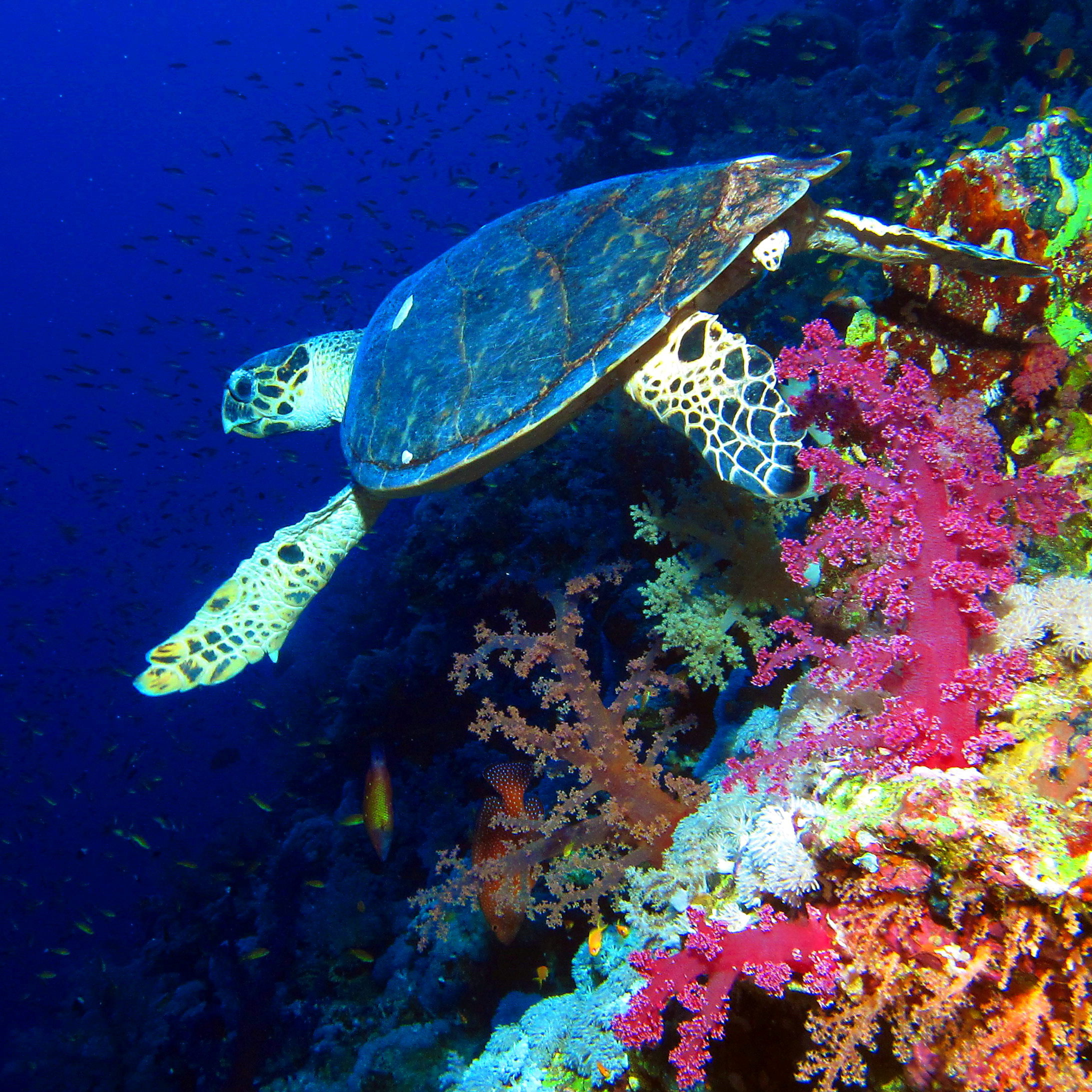
لاک‌پشت پوزه‌عقابی، یک اسفنج‌خوار

اسفنج‌خوار (انگلیسی: Spongivore) جانوری است که از لحاظ کالبدشناسانه و فیزیولوژیک برای تغذیه از شاخه پوریفرا، که معمولاً با نام اسفنج دریایی شناخته می‌شود، به عنوان غذای اصلی رژیم غذایی خود، سازگار شده‌است. در نتیجه این رژیم غذایی، اسفنج‌خواران (مثل لاک‌پشت پوزه‌عقابی) پوزهٔ تیز، نازک و پرنده‌مانندی دارد که به آنان اجازه می‌دهد تا به درون شکاف‌های روی آب‌سنگ‌ها دسترسی داشته و از اسفنج‌های موجود در این محل تغذیه کنند.